# Mirko Bašić
Pour les articles homonymes, voir Bašić.
Ne confondre avec le handballeur bosnien Edin Bašić ou la handballeuse croate Sonja Bašić.

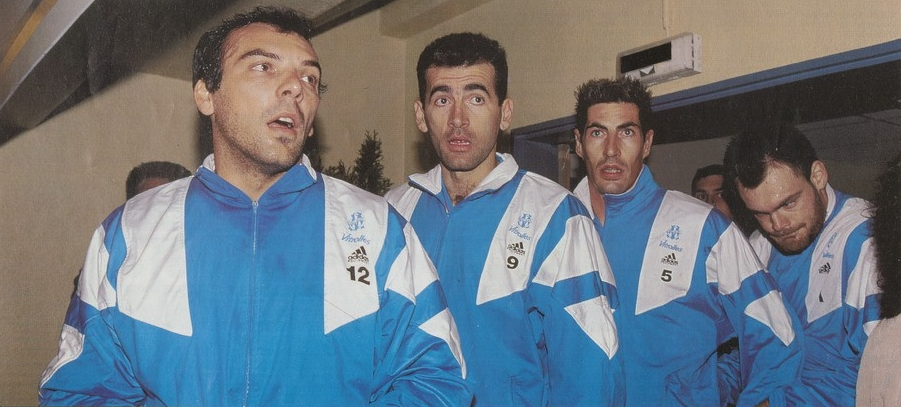
Bašić devance Kuzmanovski, Volle et Martini lors de la saison 92/93 de l'OM Vitrolles.

Mirko Bašić, né le 14 septembre 1960 à Bjelovar, est un ancien handballeur yougoslave puis croate évoluant au poste de gardien de but. Il a inspiré par son talent de très nombreux gardiens, tel Bruno Martini, avec qui il a évolué à l'OM Vitrolles ou Thierry Omeyer. 
Il est notamment champion olympique en 1984 et champion du monde en 1986.

## Biographie

### En club
En 1972, Mirko Bašić commence sa carrière au Partizan Bjelovar, club où il évolue jusqu'en 1980 et avec lequel il remporte deux titres de champion de Yougoslavie en 1977 et 1979. Mais il rejoint ensuite ce qui sera l'une des plus grandes équipes de tous les temps, le Metaloplastika Šabac avec lequel il a remporté deux Coupe d'Europe des clubs champions en 1985, 1986, ainsi que 6 titres consécutifs de champion de Yougoslavie entre 1982 et 1988. Il passe ensuite une demi-saison au RK Medveščak Zagreb.
Mais entre-temps, il a rejoint en janvier 1989 la France et le HB Vénissieux 85, club ambitieux mais éphémère avec lequel il remporte la Coupes de France en 1991. La même année, il prend la direction de l'OM Vitrolles, avec lequel il remporte la Coupe d'Europe des vainqueurs de coupe en 1993 et son troisième titre consécutif de vice-champion de France la même année. Mais au terme de la saison, Jean-Claude Tapie, le président du club, décide toutefois de le remplacer par un autre gardien yougoslave mais plus jeune, Zoran Đorđić.
Après trois ans d'arrêt, il reprend sa carrière en 1996, à 36 ans, dans le club croate du Badel Zagreb avec lequel il atteint la finale de la Ligue des champions à trois reprises et remporte cinq titres de champion de Croatie.

### En équipe nationale
Avec l'équipe de Yougoslavie junior, Mirko Bašić ouvre son palmarès avec un titre de vice-champion du monde junior en 1979 suivi du titre mondial en 1981.
Un an plus tard, avec la grande équipe de Yougoslavie, il participe à seulement 21 ans au Championnat du monde 1982. Lors de finale face à l'URSS, il détourne cinq penaltys sur sept, mais ne peut empêcher son équipe de s'incliner après prolongations. Deux ans plus tard, Bašić et les Yougoslaves profitent du boycott des soviétiques pour remporter le titre olympique à Los Angeles. Pour autant, ce titre n'est pas usurpé puisque, au champion du monde 1986, les deux équipes se retrouvent dès le premier match du tour préliminaire. La Yougoslavie s'impose 26 à 22 face à l'URSS puis remporte tous les autres match : Bašić est champion du monde. Enfin, aux Jeux olympiques de 1988, les deux équipes se retrouvent à nouveau dans la même poule, mais cette fois au profit des soviétiques tandis que la Yougoslavie se défait de la Hongrie pour remporter la médaille de bronze. 
Après la disparition de la Yougoslavie, il est sélectionné en équipe nationale de Croatie avec laquelle il porte le maillot à au moins 47 reprises.

### Vie privée
Il est le père de Sonja Bašić, également handballeuse professionnelle.

## Palmarès de joueur

### Sélection nationale
Jeux olympiques
- Médaille d'or aux Jeux olympiques de 1984 à Los Angeles,  États-Unis
- Médaille de bronze aux Jeux olympiques de 1988 à Séoul,  Corée du Sud

Championnat du monde
- Médaille d'or au Championnat du monde 1986,  Suisse
- Médaille d'argent au Championnat du monde 1982,  Allemagne de l'Ouest
- 4e place au Championnat du monde 1990,  Tchécoslovaquie
- 13e place au Championnat du monde 1997,  Japon
- 10e place au Championnat du monde 1999,  Égypte

Championnat d'Europe
- 6e place au Championnat d'Europe 2000,  Croatie

Autres
- Médaille d'argent au champion du monde junior en 1979
- Médaille d'or au champion du monde junior en 1981
- Médaille d'or aux Jeux méditerranéens de 1983 à Casablanca,  Maroc

### En clubs
Compétitions internationales
- Vainqueur de la Coupe des clubs champions/Ligue des champions (2) : 1985, 1986 (avec Metaloplastika Šabac)
  - Finaliste en 1984 (avec Metaloplastika Šabac), 1997, 1998 et 1999 (avec Badel 1862 Zagreb)
- Vainqueur de la Coupe d'Europe des vainqueurs de coupe (1) : 1993 (avec OM Vitrolles)

Compétitions nationales
- Vainqueur du Championnat de Yougoslavie (9) : 1977, 1979 (avec Partizan Bjelovar), 1982, 1983, 1984, 1985, 1986, 1987, 1988
- Vainqueur de la Coupe de Yougoslavie (3) : 1983, 1984, 1986
- Vainqueur de la Coupe de France (2) : 1991 (avec HB Vénissieux 85), 1993 (avec OM Vitrolles)
- Deuxième du Championnat de France (4) : 1990 et 1991 (avec HB Vénissieux 85), 1992, 1993 (avec OM Vitrolles)
- Vainqueur du Championnat de Croatie (5) : 1997, 1998, 1999, 2000, 2001 (avec Badel 1862 Zagreb)
- Vainqueur de la Coupe de Croatie (4) : 1997, 1998, 1999, 2000 (avec Badel 1862 Zagreb)